# Perturbation singulière
En mathématiques, un problème de perturbation singulière est un problème dépendant d'un petit paramètre qui ne peut être approché en fixant ce paramètre à 0. Il ne peut donc être approché uniformément par un développement asymptotique
{\displaystyle \varphi (x)\approx \sum _{n=0}^{N}\delta _{n}(\varepsilon )\psi _{n}(x)\,}
avec ε → 0. Ici, ε est le petit paramètre du problème et les fonctions δn(ε) une suite de fonctions d'ordre croissant en ε. Ce type de problème s'oppose à ceux avec une perturbation régulière, où une approximation uniforme de cette forme peut être obtenue. Les problèmes de perturbation singulière se trouvent souvent dans des modèles dynamiques fonctionnant sur différentes échelles.
Le terme « perturbation singulière » est défini dans les années 1940 par Kurt Friedrichs et Wolfgang Wasow.

## Méthodes d'analyse
Un problème perturbé dont la solution peut être approchée sur tout le domaine de définition, en espace ou en temps, par un simple développement asymptotique a une perturbation dite régulière. Or, le plus souvent dans les applications, une approximation acceptable à un problème régulièrement perturbé est retrouvé en fixant le paramètre ε caractérisant la perturbation à 0 sur tout le domaine de définition. Cela revient à ne prendre que le premier terme du développement asymptotique, qui permet d'obtenir une approximation convergent vers la vraie solution à mesure que ε devient petit. Cette méthode ne fonctionne pas dans le cas d'une perturbation singulière : si le paramètre ε est lié au terme de plus grand ordre, le fixer à 0 change la nature du problème. On peut ainsi avoir des conditions aux limites impossibles à satisfaire pour une équation différentielle, ou un nombre de solutions différent pour une équation polynomiale.
Pour étudier ces problèmes, on trouve la méthode des développements asymptotiques raccordés ou l'approximation BKW dans les problèmes en espace, en temps, la méthode de Poincaré-Lindstedt (en), la superposition multi-échelles et le moyennage périodique,,.

## Exemples de problèmes de perturbations singulières

### Coefficients s'annulant dans une équation différentielle ordinaire
Les équations différentielles contenant un petit paramètre qui pré-multiplient le terme de plus grand ordre montrent des couches limites, de sorte que la solution évolue sur deux échelles différentes. On considère par exemple le cas suivant, trouvé par Friedrichs :
{\displaystyle {\begin{matrix}\varepsilon u^{\prime \prime }(x)+u^{\prime }(x)={\frac {1}{2}},\ \ 0<x<1\\u(0)=0,\ \ u(1)=1.\end{matrix}}}
On peut trouver la solution exacte de ce problème :
{\displaystyle u(x)={\frac {1-\mathrm {e} ^{-x/\varepsilon }}{2(1-\mathrm {e} ^{-1/\varepsilon })}}+{\frac {x}{2}}.}
Quand ε tend vers 0, cette fonction tend vers x + 1/2, qui n'est pas solution du problème limite car elle ne vérifie pas la condition limite en 0. Pour obtenir une approximation satisfaisante, on ne peut donc pas se contenter de résoudre le problème associé à ε = 0.

### Exemples en temps
Un manipulateur robotique électrique peut avoir une dynamique mécanique lente et une dynamique électrique rapide, fonctionnant ainsi sur deux échelles. Dans de tels cas, on peut diviser le système en deux sous-systèmes correspondant aux deux échelles de temps, et concevoir des contrôleurs adaptés à chacun. Par une technique de perturbation singulière, on peut rendre ces deux sous-systèmes indépendants.
On considère un système de la forme :
{\displaystyle {\dot {x}}_{1}=f_{1}(x_{1},x_{2})+\varepsilon g_{1}(x_{1},x_{2},\varepsilon ),\,}
{\displaystyle \varepsilon {\dot {x}}_{2}=f_{2}(x_{1},x_{2})+\varepsilon g_{2}(x_{1},x_{2},\varepsilon ),\,}
{\displaystyle x_{1}(0)=a_{1},x_{2}(0)=a_{2},\,}
avec 0 < ε << 1. On indique ainsi que la dynamique de x2 est plus rapide que x1. Un théorème de Tikhonov établit que, sous de bonnes conditions sur le système, il peut être facilement approché par le système
{\displaystyle {\dot {x}}_{1}=f_{1}(x_{1},x_{2}),\,}
{\displaystyle f_{2}(x_{1},x_{2})=0,\,}
{\displaystyle x_{1}(0)=a_{1},\,}
sur un certain intervalle de temps et que, pour ε tendant vers 0, l'approximation sera meilleure sur cet intervalle

### Exemples en espace
En mécanique des fluides, les propriétés d'un fluide faiblement visqueux sont très différentes selon le niveau de sa couche limite. Son comportement dépend donc de plusieurs échelles spatiales.
Les phénomènes de réaction-diffusion où un composant réagit plus vite qu'un autre peuvent créer des motifs marqués par des régions où un composant existe et pas dans d'autres, avec des frontières nettes. En écologie, les modèles prédateur-proie tels que
{\displaystyle u_{t}=\varepsilon u_{xx}+uf(u)-vg(u),\,}
{\displaystyle v_{t}=v_{xx}+vh(u),\,}
avec u la population de proies et v celle des prédateurs, ont de tels comportements de forme.

### Équations algébriques
On cherche les racines du polynôme p(x) = ε x3 – x2 + 1. Dans le cas limite, ε → 0, le polynôme cubique dégénère en polynôme quadratique 1 – x2 avec pour racines x = ± 1. En introduisant une séquence asymptotique régulière
{\displaystyle x(\varepsilon )=x_{0}+\varepsilon x_{1}+\varepsilon ^{2}x_{2}+\cdots }
dans l'équation et en égalisant les puissances de ε on trouve les corrections aux racines :
{\displaystyle x(\varepsilon )=\pm 1+{\frac {1}{2}}\varepsilon \pm {\frac {5}{8}}\varepsilon ^{2}+\cdots .}
Pour obtenir l'autre racine, l'analyse des perturbations singulières est nécessaire afin de prendre en compte la dégénérescence du degré quand ε → 0, qui fait disparaître une des racines vers l'infini. Pour empêcher cette racine de devenir invisible par analyse perturbative, on doit changer l'échelle de x pour suivre cette racine et l'empêcher de disparaître. On pose {\displaystyle x={\frac {y}{\varepsilon ^{\nu }}}} où l'exposant ν sera choisi tel que le changement d'échelle permettra de conserver la racine à une valeur finie de y pour ε → 0, sans s'annuler en même temps que les deux autres. On a alors
{\displaystyle y^{3}-\varepsilon ^{\nu -1}y^{2}+\varepsilon ^{3\nu -1}=0.}
On peut voir que pour ν < 1, le termes en y3 est dominé par les termes de degré inférieur, et pour ν = 1 il devient aussi grand que le terme en y2 tout en dominant le terme restant. Ce point où le terme de plus haut degré ne disparaît plus à la limite ε = 0 en devenant aussi grand qu'un autre terme est appelé dégénération significative ; on obtient alors le changement d'échelle correct pour garder la visibilité sur la racine restante. Par ce choix, on a :
{\displaystyle y^{3}-y^{2}+\varepsilon ^{2}=0.}
En introduisant la séquence asymptotique
{\displaystyle y(\varepsilon )=y_{0}+\varepsilon ^{2}y_{1}+\varepsilon ^{4}y_{2}+\cdots }
on a 
{\displaystyle y_{0}^{3}-y_{0}^{2}=0.}
On retient alors la racine correspondant à y0 = 1, car la racine double en y0 = 0 correspond aux deux racines obtenues auparavant qui tendent vers 0 pour un changement d'échelle infini. Le calcul des premiers termes de la séquence donne :
{\displaystyle x(\varepsilon )={\frac {y(\varepsilon )}{\varepsilon }}={\frac {1}{\varepsilon }}-\varepsilon -2\varepsilon ^{3}+\cdots .}